# Familia criminal de Catania
La Familia criminal de Catania, actualmente también conocida como la Familia criminal de Santapaola-Ercolano, es una familia criminal de la Cosa nostra que domina las actividades del crimen organizado en la ciudad de Catania y su provincia.
La mafia de Catania evolucionó silenciosamente hasta convertirse en una de las facciones más poderosas y violentas dentro de la Cosa Nostra. Arraigada en vínculos familiares y conexiones políticas, la organización emergió de las sombras a mediados del siglo XX bajo el liderazgo de Giuseppe Calderone, para luego transformarse en un imperio militarizado bajo su antiguo aliado y eventual sucesor, Benedetto Santapaola. Lo que comenzó como un esfuerzo local para controlar salas de juego y extorsionar negocios pronto se convirtió en una despiadada dinastía criminal, cuya influencia penetró profundamente en el tejido económico e institucional de Catania.
Hoy en día, la mafia de Catania sigue siendo una fuerza poderosa, aún controlada por la familia Santapaola-Ercolano. La organización se ha adaptado a los tiempos modernos, manteniendo su influencia a través de la extorsión, el tráfico de drogas y la infiltración en negocios legítimos. Sus conexiones profundamente arraigadas y su capacidad para regenerar el liderazgo la mantienen como un actor central en el panorama criminal de Sicilia.

## Historia

### Orígenes
Durante muchas décadas, la presencia de la mafia en Catania fue negada tanto por los medios de comunicación como por la opinión pública. La ciudad mantenía una imagen de estar relativamente libre del crimen organizado. Esta percepción fue cuidadosamente cultivada, en parte debido a la influencia que la mafia local ejercía sobre los medios, así como a sus alianzas estratégicas con empresarios y políticos. Una de las primeras evidencias documentadas de la actividad mafiosa en la ciudad es la llegada en 1925 a Catania de la familia Tagliavia desde Palermo, con el objetivo de beneficiarse de las operaciones de juego ilegal. Sin embargo, para poder hacer negocios, los palermitanos necesitaban aliados locales. A raíz de ello se celebraron varias ceremonias de iniciación mafiosa, y figuras como Giuseppe Indelicato y Agatino Florio fueron aceptadas como hombres hechos.
En ese momento, Antonino Saitta, oriundo de Catania y ya iniciado en la mafia, se encontraba en prisión. Tras su liberación, se convirtió en el primer representante oficial de la Cosa Nostra en Catania. Posteriormente, Saitta desapareció. Algunos informes sugieren que pasó un tiempo en Túnez; otros apuntan a un caso de lupara bianca (desaparición mafiosa sin dejar rastro). Le sucedió otro Saitta, Luigi. Esta línea de sangre reaparecería décadas más tarde, en la década de 1960, con Giuseppe Calderone, sobrino de los hermanos Saitta.
Durante la década de 1950, la Cosa Nostra en Catania experimentó su primer conflicto interno en torno al liderazgo de la organización local. Las tensiones culminaron con el ascenso de Vincenzo Palermo, un mafioso de la vieja escuela que tenía solo un brazo, quien asumió el control. Su conductor era Salvatore Santapaola, hermano de Nitto Santapaola, ya reconocido como hombre hecho en aquel entonces.

### 1962: un año clave en la mafia de Catania
En 1962 se produjo un giro decisivo dentro de la Cosa Nostra en Catania. Giuseppe Calderone, conocido como Pippo “cannarozzo d’argento” debido a una afección en las cuerdas vocales, ya era un hombre de honor y ejercía como consigliere, junto a Francesco Indelicato y Agatino Florio, conocido como Tino ‘u vappu. La cúpula de la mafia catanesa incluía a Orazio Nicotra como representante, Salvatore Torrisi como subrepresentante, Giuseppe Indelicato como jefe provincial y Salvatore Ferrera —alias ‘u cavadduzzu— como vicejefe provincial. Este último nombre se tornaría central en la evolución del clan, al estar vinculado por lazos de sangre con las familias Santapaola y Ercolano. Las tres familias consolidarían sus vínculos mediante matrimonios con las hermanas D’Emanuele, cimentando así una futura dinastía mafiosa.

### La nueva ola: iniciaciones y alianzas
Ese mismo año, fue iniciado Antonino Calderone, hermano de Giuseppe, quien posteriormente sería apodado el “Buscetta catanés” por su papel en la exposición de la estructura mafiosa local. En esa ceremonia también fueron admitidas otras ocho personas, entre ellas Nitto Santapaola, su hermano Natale, su primo Francesco Ferrera, Natale Ercolano, Giuseppe Russo y Pippo Ferlito, tío de Alfio Ferlito, figura clave en acontecimientos posteriores.
Santapaola ascendió rápidamente. Entre 1966 y 1967, Calderone lo nombró capodecina, reemplazando a dos miembros veteranos. Posteriormente fueron iniciados Francesco Ferrera, Francesco Mangion, Salvatore Marchese y Mimmo Condorelli.

### La estrategia corleonesa y la guerra contra los Cursoti
En la década de 1970, Benedetto “Nitto” Santapaola comenzó a establecer vínculos estratégicos con Totò Riina, movimiento que Antonino Calderone describiría posteriormente como una “estrategia corleonesa”. Riina designó oficialmente a Santapaola como jefe de la familia de Catania. Al igual que en Palermo, la Cosa Nostra en Catania vivió una transformación interna de gran magnitud, comparable a un golpe de Estado mafioso.
A principios de los años setenta, Catania se encontraba sumida en una oleada de criminalidad: robos, contrabando, tiroteos. Preocupado por el desorden creciente, Santapaola emprendió una guerra contra los Cursoti, una facción rival. En ese momento, la Cosa Nostra catanesa contaba con tan solo 35 hombres de honor, frente a un contingente adversario mucho más numeroso. Para reforzar sus filas, se iniciaron conocidos pistoleros, entre ellos Alfio Ferlito, Salvatore Lanzafame y Salvatore “Turi Cachiti” Pillera. Algunos de ellos se convertirían más tarde en los aliados más cercanos de Calderone.
Aunque inicialmente reacio, Calderone se vio arrastrado al conflicto. La guerra provocó divisiones profundas, dejando a Calderone políticamente aislado, aunque su núcleo de leales nunca le abandonó.

### 1977: Intervención y reorganización
Para 1977, la tensión en Catania había alcanzado un punto crítico. Durante una reunión celebrada en la villa del príncipe Vanni Calvello, Michele Greco intervino, disolviendo formalmente la familia mafiosa catanesa y colocándola bajo control provisional. Greco nombró como regentes a tres figuras: Giuseppe Calderone, Nitto Santapaola y Tino Florio (‘u vappu).
Sin embargo, el equilibrio de poder se inclinó rápidamente. El 8 de septiembre de 1978, Giuseppe Calderone fue asesinado en una emboscada en Aci Castello. Su conductor, Salvatore Lanzafame, sobrevivió al atentado.

### El dominio de Santapaola
El asesinato de Calderone desencadenó una profunda reestructuración del liderazgo. Nitto Santapaola asumió el cargo de representante de la familia. Francesco “Ciuzzu ‘u firraru” Mangion fue designado como su adjunto. Salvatore Ferrera pasó a ocupar el puesto de representante provincial, con Orazio Nicotra como su segundo. El consejo de consiglieri incluía a Carletto Campanella, Pasquale Condorelli y Franco Romeo, aunque este último, empresario de profesión, se encontraba en prisión en ese momento. Posteriormente, sería asesinado. Su domicilio revelaría más tarde fotografías que se convirtieron en símbolos de la burguesía catanesa vinculada a la mafia.
Santapaola adoptó una estrategia de doble vía: por un lado, eliminó a sus rivales internos; por el otro, cultivó relaciones con la élite empresarial y política de Catania.
Durante los primeros años de la década de 1980, Santapaola consolidó un vasto imperio criminal. Este periodo se caracterizó por asesinatos de alto perfil y matanzas públicas. El tiroteo del 6 de junio de 1981 en Viale delle Olimpiadi y la masacre del 26 de abril de 1982 en Vía dell’Iris dejaron huellas imborrables. Meses después, Alfio Ferlito fue asesinado en Palermo.
A pesar del creciente escrutinio, Santapaola se movía libremente por Catania. Tenía el poder y la influencia suficientes para relacionarse con políticos y empresarios por igual. Sin embargo, tras ser acusado del asesinato del general Carlo Alberto dalla Chiesa, desapareció, permaneciendo prófugo hasta su captura en 1993.
La detención de Santapaola marcó el inicio de una nueva etapa para la Cosa Nostra en Catania. No obstante, su legado sigue profundamente arraigado en la ciudad. Décadas después, su nombre continúa apareciendo en investigaciones judiciales, recordatorio de que su influencia jamás se extinguió por completo.

### Década de 1990
Tras la prisión de Nitto Santapaola, Vincenzo Santapaola asumió un rol de liderazgo más discreto en la familia mafiosa de Catania. Aunque su posición no era ampliamente conocida en ese momento, se fue haciendo más evidente a través de los testimonios de antiguos colaboradores, como Santo La Causa, quien describió a Vincenzo como una figura clave en la restauración del orden y la organización dentro del clan, especialmente enfocado en el manejo de la bacinella (un fondo generado por extorsiones). Vincenzo buscó cohesionar al clan, resolviendo disputas internas, particularmente con su primo Angelo Santapaola, quien había estado socavando la organización. El liderazgo de Vincenzo culminó en acciones decisivas, como el asesinato de Angelo, para mantener el control y la autoridad dentro de la familia. A pesar de estas acciones despiadadas, el liderazgo de Vincenzo permaneció relativamente en las sombras, revelando su involucramiento solo cuando era necesario.

#### Facción Ercolano
La facción Ercolano se ha mantenido como una de las jugadoras clave en la historia criminal de Catania, estrechamente vinculada a los Santapaola. Desde la detención de Nitto Santapaola en 1993, el control del inframundo catanés ha fluctuado entre ambas familias, lo que a veces ha dado lugar a sangrientas luchas internas.
En el centro del legado Ercolano se encuentra Aldo Ercolano, considerado durante mucho tiempo como el brazo operativo de los Santapaola. Condenado por múltiples crímenes, incluido el asesinato en 1984 del periodista antimafia Giuseppe Fava, Aldo sigue siendo un símbolo de la brutalidad del clan. A pesar de su historial delictivo y el alto nivel de peligro que representa, en 2019 Aldo experimentó la revocación de su régimen penitenciario 41-bis, una decisión que generó duras críticas de investigadores y defensores antimafia. Incluso tras las rejas, se dice que su control sobre la familia permanece intacto.
Más recientemente, Vincenzo “Enzo” Ercolano, sobrino de Aldo, ha sido identificado como la nueva cara de la familia. Con profundas raíces en ambas líneas de sangre y en los negocios, Enzo supuestamente transformó su empresa de logística, Geotrans, en una operación respaldada por la mafia. Aunque previamente absuelto en varios juicios, fue condenado a 15 años por asociación mafiosa en 2022. Las interceptaciones telefónicas y las investigaciones han revelado la imagen de un hombre que utilizó la intimidación y el poder mafioso para monopolizar el transporte de productos entre Sicilia y la península italiana, a menudo colaborando con poderosos grupos de la Camorra.
Las autoridades también descubrieron intentos de eludir el control estatal mediante la creación de una nueva cooperativa de transporte, supuestamente establecida para eludir la incautación de Geotrans. A pesar de los esfuerzos del estado, se informa que Enzo continuó gestionando las operaciones tras bambalinas, asegurando que los negocios fluyeran a través de sus leales intermediarios.
La alianza Ercolano-Santapaola va más allá de los negocios: dominan barrios, resuelven disputas mediante la violencia y mantienen una estructura que ha demostrado ser increíblemente resistente, incluso cuando sus líderes son encarcelados.

### 2000s – Hoy en día
En 2010, las autoridades italianas descubrieron una alianza criminal entre el Clan Casalesi de la Camorra y los Santapaola, formando lo que los investigadores describieron como un cartel de fijación de precios en el sector de transporte de frutas y verduras en el centro y sur de Italia. En una operación importante llevada a cabo por la policía de Caserta y la Dirección Antimafia de Nápoles, alrededor de 60 personas fueron arrestadas, incluidos miembros clave de los clanes Casalesi, Licciardi y Mallardo de la Camorra, así como el clan Santapaola. Entre los detenidos se encontraba Giuseppe Ercolano, cuñado del jefe Nitto Santapaola y responsable de la empresa de transporte que presuntamente se encontraba en el centro del esquema. La investigación reveló que la red criminal imponía un monopolio en el transporte de productos, particularmente desde el mercado de Fondi, uno de los más grandes de Europa, obligando a los comerciantes a utilizar una única empresa siciliana gestionada por Ercolano. La operación también condujo a la detención de Paolo Schiavone, hijo del jefe encarcelado Francesco Schiavone, durante su luna de miel.
En 2024, las autoridades antimafia italianas confiscaron activos por valor de 100 millones de euros vinculados al clan Santapaola-Ercolano en Catania. La incautación desmanteló un vasto imperio empresarial construido por Antonino y Carmelo Paratore, padre e hijo, quienes lideraban uno de los grupos empresariales más prominentes del este de Sicilia. Sus operaciones abarcaban múltiples sectores, incluidos los servicios de limpieza hospitalaria, bienes raíces y gestión de residuos, siendo este último su principal actividad. La orden de confiscación afectó a 14 empresas, 8 propiedades y varios activos financieros, que ahora están bajo control estatal. Los Paratore también fueron sometidos a una vigilancia especial, con una restricción de residencia de tres años. Los investigadores confirmaron los vínculos de larga data entre la familia Paratore y el jefe mafioso Maurizio Zuccaro, una figura clave del clan Santapaola-Ercolano que actualmente cumple una condena de cadena perpetua. Su estrecha relación, evidenciada en eventos familiares como bautizos y bodas, fue reconocida por los jueces como fundamental en el ascenso de los Paratore, desde sus orígenes modestos hasta alcanzar una considerable riqueza e influencia en la región.
Según investigaciones policiales que salieron a la luz en septiembre de 2024, Francesco Russo, identificado como el actual jefe interino del clan Santapaola-Ercolano, se cree que está gestionando las operaciones de extorsión del clan. Según una resolución judicial, Russo emitió órdenes directas relacionadas con extorsiones, lo que confirma su rol de liderazgo. Las escuchas telefónicas han revelado que es quien está a cargo, y es referido como “Ciccio Russo” en las conversaciones entre los miembros del clan. En una de las conversaciones interceptadas, los mafiosos discutían sobre la extorsión a una cadena de restaurantes japoneses en Biancavilla, con Russo autorizando la recolección de dinero incluso en lugares no directamente controlados por el clan. Russo también autorizó intentos de extorsión sobre individuos como Aldo “u buttafuori,” un portero protegido por un clan rival (el clan Cappello), lo que demuestra la influencia de la mafia sobre el empleo en los clubes nocturnos. Cuando Francesco Massimiliano Santapaola, hijo de Nitto Santapaola, cuestionó estas acciones, Daniele Strano, actuando bajo las órdenes de Russo, explicó que solo estaba siguiendo las instrucciones de figuras de alto rango. Este intercambio pone de relieve las tensiones internas y cómo se aplican estrictamente los límites territoriales dentro de la estructura mafiosa.
En 2025, una gran operación antimafia llevada a cabo por fiscales de Catania y Mesina ha desvelado una vasta red criminal dirigida por los clanes Cappello-Cintorino y Santapaola, profundamente involucrados en el tráfico de drogas, extorsión y control territorial a lo largo de la costa jónica de Sicilia. La investigación, que abarcó desde 2020 hasta 2022, resultó en la detención de 39 personas y la identificación de 65 sospechosos en total. Las autoridades revelaron que esta área, particularmente Giardini Naxos, Taormina y Calatabiano, se había convertido en un centro estratégico para la distribución de narcóticos, con la mafia operando un flujo continuo de drogas desde Catania y utilizando sitios de almacenamiento secretos, incluyendo un cementerio en Giarre. Durante la investigación se incautaron más de 140 kg de drogas, entre ellas marihuana, hachís y cocaína, así como una gran cantidad de armas. Los clanes también implementaron extorsiones sistemáticas en toda la región, apuntando a empresarios, propietarios de hoteles, comerciantes e incluso operadores de excursiones en barco en la turística zona de Isola Bella. Las víctimas que se negaban a colaborar enfrentaban represalias violentas, como ataques incendiarios e invasiones de viviendas. Las principales figuras identificadas incluyen a Riccardo Pedicone, vinculado al clan Cappello y que operaba bajo la fachada de negocios legítimos en Messina, y Filippo Christopher Cintorino, relacionado con la red de los Santapaola y nieto de un conocido jefe mafioso. La organización mostró una estructura flexible y resiliente capaz de reemplazar rápidamente a sus líderes tras arrestos. La investigación también descubrió intentos de la mafia de influir en la política local, con esfuerzos documentados por parte de los miembros del clan para apoyar a un candidato en las elecciones regionales de 2022, aunque no se presentaron cargos formales de compra de votos.